# Srednja vas v Bohinju
Srednja vas v Bohinju este o localitate din comuna Bohinj, Slovenia, cu o populație de 416 locuitori.